# 石各庄镇 (唐山市)
石各庄镇，是中华人民共和国河北省唐山市丰润区下辖的一个乡镇级行政单位。

## 行政区划
石各庄镇下辖以下地区：
石各庄村、四户村、庞庄子村、大谷庄村、桑园村、大孟各庄村、小孟各庄村、雷庄子村、小茹庄村、前常魏庄村、后常魏庄村、刘辛庄村、梁家坟村、尹庄户村、刘家套村、梁家套村、小令公庄村、三女河村、陈各庄村、方子里村、刘家哨村、许家哨村、詹家哨村、韩家街村、邵家街村、女过庄村、黄花港村、高庄子村和富王庄村。